# PZL.12
PZL.12 (PZL-12H) – prototyp polskiego samolotu-amfibii konstrukcji inżyniera Zygmunta Puławskiego, opracowany i wyprodukowany w Państwowych Zakładach Lotniczych.

## Historia
PZL.12 był pierwszym całkowicie polskim wodnosamolotem. Został zaprojektowany przez znakomitego polskiego inżyniera i pilota Zygmunta Puławskiego dla własnych potrzeb, jako samolot turystyczny wodno-lądowy. Budowę prototypu finansował sam konstruktor, dyrekcja PZL zgodziła się na wykorzystanie hali i maszyn. W listopadzie 1930 roku zakończono budowę kadłuba i sprawdzono jego szczelność. 
Budowę ukończono w lutym 1931 roku nadając maszynie oznaczenie PZL.H. Płatowiec będąc nowoczesną i rozwojową konstrukcją, został następnie przedstawiony we wrześniu 1930 roku Marynarce Wojennej jako samolot szkoleniowy lub łącznikowo-wywiadowczy, pod oznaczeniem PZL.12. Przewidywana cena za samolot wynosiła 38 500 złotych, w tym koszt silnika wynosił 18 500 zł.
Oblot prototypu został wykonany w lutym 1931 roku przez konstruktora. Podczas szóstego lotu doświadczalnego 21 marca 1931 roku, pilotowany przez inżyniera Puławskiego, samolot runął na ulicę w warszawskiej dzielnicy Ochota u zbiegu ulic Sękocińskiej i Kaliskiej. W wyniku katastrofy rany odniosło dwóch przechodniów, Puławski zmarł w drodze do szpitala Ujazdowskiego. Dalsze prace nad PZL.12 zostały wstrzymane.
21 marca 2011 roku w miejscu katastrofy odsłonięto pamiątkową tablicę.

## Służba w lotnictwie
Samolot ten nigdy nie wyszedł poza stadium prototypu i tym samym nigdy nie trafił do produkcji oraz służby w lotnictwie.

## Konstrukcja
Jednomiejscowy samolot-amfibia w układzie górnopłata z silnikiem pchającym o konstrukcji mieszanej.
Kadłub łodziowy z redanem o konstrukcji metalowej, podzielony grodziami na wodoszczelne sekcje. Wszystkie połączenia oraz miejsca nitowań dodatkowo uszczelniono. Kabina otwarta, osłonięta z przodu wiatrochronem. Kabina wyposażona w dwa miejsca obok siebie – z lewej pilota, z prawej pasażera.
Płat drewniany, dwudzielny, dwudźwigarowy o obrysie trapezowym. Do przedniego dźwigara kryty sklejką, dalej płótnem. Pod płatem były umieszczone metalowe pływaki pomocnicze, demontowane podczas lotów z lądu. W skrzydle znajdowały się zbiorniki paliwa.
Usterzenie o konstrukcji drewnianej, kryte płótnem. Statecznik poziomy dwudzielny, podparty zastrzałami.
Podwozie samolotu klasyczne, amortyzowane, dwukołowe stałe z płozą ogonową. W egzemplarzach seryjnych planowano podwozie składane.
Silnik rzędowy czterocylindrowy de Havilland „Gipsy III” o mocy nominalnej 120 KM (88 kW) i maksymalnej 130 KM (96 kW), umieszczony w gondoli nad płatem, z dwułopatowym śmigłem pchającym.

## Wersje
- PZL.H  – samolot amfibia, prototyp turystyczno-sportowy.
- PZL.12H – samolot amfibia, ten sam prototyp zaproponowany wojsku jako samolot łącznikowo-wywiadowczy.

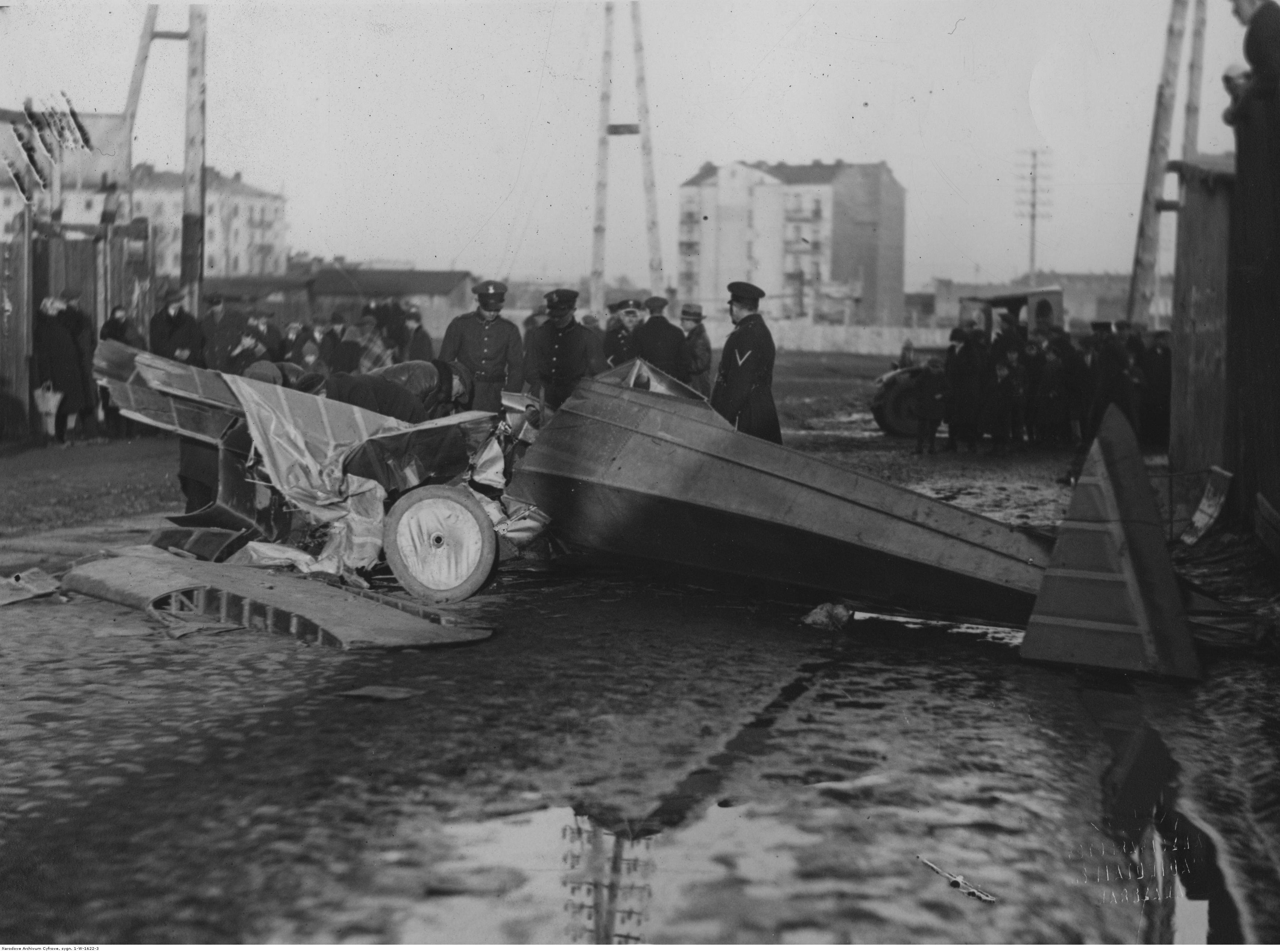
Wrak samolotu PZL.12, marzec 1931 roku
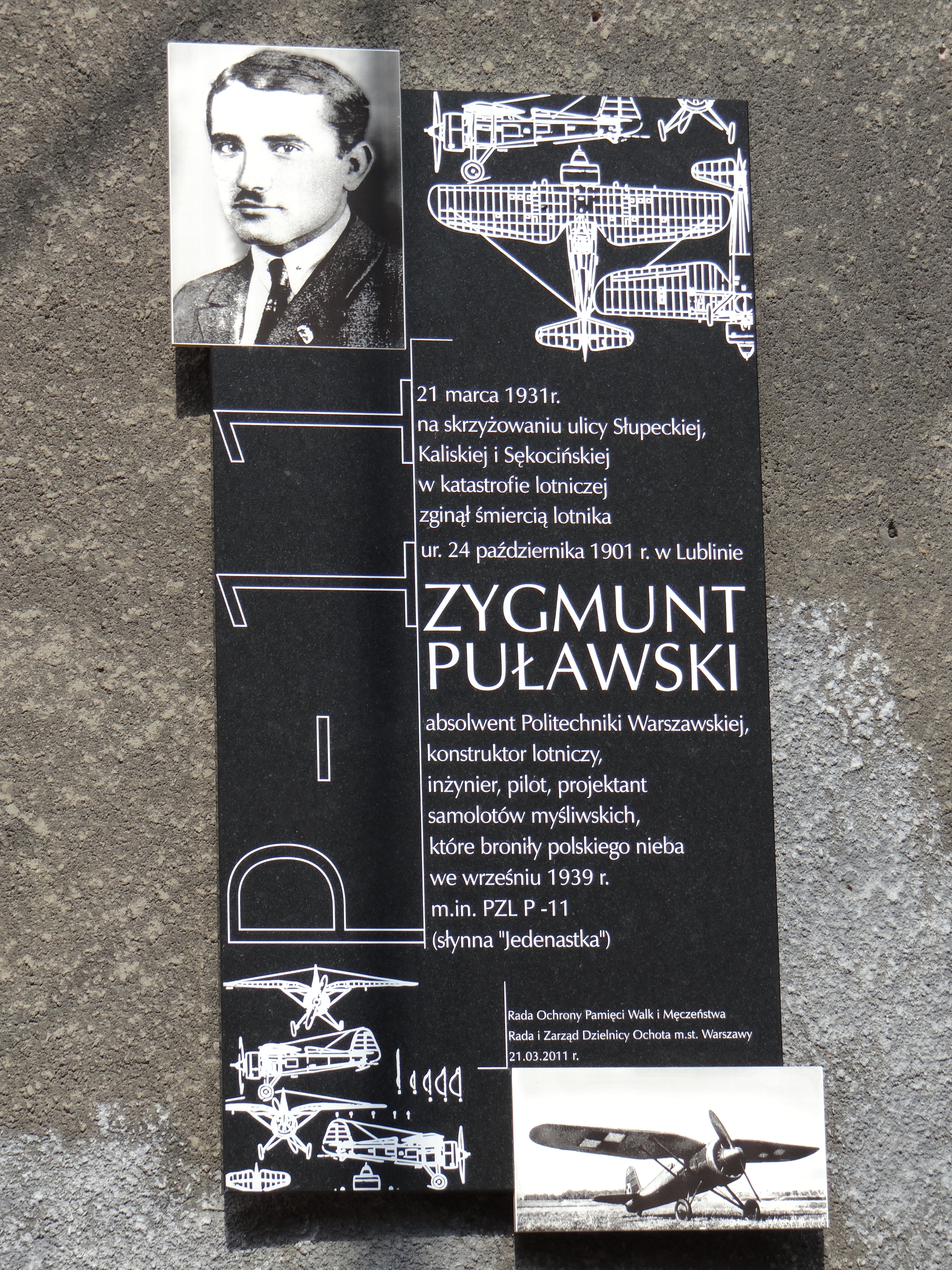
Tablica z 2011 roku upamiętniająca katastrofę na Ochocie